# Luboš Pospíšil
Luboš Pospíšil (ur. 6 września 1950 w Jesioniku) – czeski muzyk rockowy, wokalista i kompozytor.
Był związany z grupą C&K Vocal. W 2011 roku wydał album pt. Chutnáš po cizím ovoci. We wrześniu 2014 r. wyszedł na rynek kolejny jego album – Soukromá elegie.

## Dyskografia
- Tenhle vítr jsem měl rád (1982)
- Love Prayer (1983)
- … a nestřílejte na milence (1986)
- Jsem v tom (1987)
- Třináctá komora (1991)
- Vzdálená tvář (1993)
- Můžem si za to oba (1998)
- Hazardní slavnost (2001)
- Příznaky lásky (2008)
- Chutnáš po cizím ovoci (2011)
- Soukromá elegie (2014)